# Fernando Braide
Fernando Braide (São Luís, 4 de novembro de 1985), é um administrador e político brasileiro, filiado ao Partido Solidariedade (SOLID). Nas eleições de 2022, foi eleito deputado estadual pelo Maranhão com 42.506 votos, sendo o mais bem votado em São Luís, onde obteve 30.350 votos.
Seu mandato se destaca pelo posicionamento contra aumento de impostos; criação de novos cargos na estrutura do Governo do Estado e em defesa da Saúde Pública, com ações voltadas para o combate ao câncer, além de apoio à Apae, destinando emendas para a realização de testes do pezinho e também para a Secretaria Municipal de Saúde de São Luís. O parlamentar iniciou o mandato de maneira independente ao executivo estadual e, atualmente, faz oposição ao governo.

## Desempenho eleitoral
| Ano  | Eleição               | Partido | Cargo             | Votos  | %     | Resultado | Ref   |
| ---- | --------------------- | ------- | ----------------- | ------ | ----- | --------- | ----- |
| 2022 | Estaduais no Maranhão | PSC     | Deputado Estadual | 42.506 | 1,15% | Eleito    | [ 7 ] |